# Orbók Loránd
Orbók Loránd (Lorenzo Azertis) (Pozsony, 1884. március 6. – Barcelona, 1924. június 20.) tanár, spanyol színműíró, bábművész, az első hazai művészi bábszínház megteremtője. Orbók Mór (1853–1930) pedagógus fia, Orbók Attila (1887–1964) író testvére. Felesége Detré Janka.

## Életpályája
1896-ban került Pozsonyból Kolozsvárra. Az egyetemet Kolozsváron és Párizsban, a Sorbonne-on végezte el (1904–1905). 1907-ben bölcsészdoktorrá avatták. 1909–1914 között a Vitéz László Bábszínháza címmel résztvevője volt az első magyar művészi bábszínház létrehozásában. 1910–1912 között Budapesten a Jurányi utcai Községi Felsőbb Leányiskolában és a Ponty utcai Felső Kereskedelmi Iskolában tanított. Az I. világháború kitörésekor (1914) Párizsban volt; internálták; Spanyolországban telepedett le. Spanyol író lett; több színdarabot írt katalán és spanyol nyelven. Utcai bábjátékosként élt. A tündér cínű színművét 1915-ben a Vígszínház mutatta be.
Madridi, londoni, stockholmi és berlini színpadokon aratott nagy sikert. A romantikus, hányatott életű művészt negyven évesen érte a halál. A francia internálótáborban szerzett betegsége végzett vele. Bábui vele együtt pihennek a barcelonai temetőben.

## Spanyolul írt színművei
- Bolond Istók (1907)
- A tündér (1914)
- A mester öccse (1917)
- A pillangó (1917)
- A seingalti lovag (Casanova) (1923)
- A milliomos vendég
- Bagdad felé
- Goya
- Madame Duverny két fia, Péter és Pál
- A király levele
- A nagy szám
- Stephenson

## Magyarul
- De Vigny Alfréd költeményei; Stief Ny., Kolozsvár, 1907